# Шипош (музичний інструмент)
Шипош — старовинний духовий інструмент, а також назва музиканта, що на ньому грав. Відомості про інструмент подано у праці Гната Хоткевича «Музичні інструменти українського народу» (1930), де на основі порівняльного аналізу він був ототожнений або тісно пов'язаний із шоломією — гобоєподібним язичковим інструментом.

## Походження назви
Назва шипош зустрічається не лише в українських, а й у європейських джерелах, хоча частіше позначала не сам інструмент, а виконавця. У Росії цей інструмент звався сипош або сиповка, а музиканта — сиповщикъ. В Угорщині існує аналогічне слово sipos, у Хорватії — sipus (від sip — «трубка»), у Франції — siffler, souffler, у Німеччині — Pfeifer, Rohrpfeifer. Польський мовознавець А. Лінде трактує szyposz як духовий інструмент.
За Зигмунтом Глогером, ця назва була запозичена поляками з Угорщини у період культурного впливу, починаючи з часів Стефана Баторія.

## Конструкція
Прямих вказівок на тип конструкції шипоша немає. Однак Гнат Хоткевич зазначає, що шипош згадується разом із шоломією або навіть у ролі назви музиканта, що грав на ній. Це дозволяє припустити, що шипош був споріднений або тотожний шоломії — гобоєподібному інструменту з подвійною тростиною. У польському джерелі сказано: 
W szałamaje szyposzom przygrywać kazał — «велів грати в шоломії шипошем».
Таким чином, шипош зараховується до умовної групи язичкових духових інструментів, близьких до лінгвальних.

## Історичні згадки
У поезії Бартоломея Зиморовича («Селянки») шипош описано як один із гучних інструментів поряд із сурмами й мисливськими рогами:
Faunów surmy krzykljwe,
Szyposze wielogłośne i rogi myśliwe.
У «Історії Ходкевича» Адама Нарушевича згадується:
Dodawali Turkom postrachu przerażliwe zewsząd piszczków, surmaków, brzękaczów i bębniarzów odgłosy 
— що включає шипошів у перелік військових інструментів, призначених для нагнітання страху.